# Джаны-Бак
Джаны-Бак (кирг. Жаңы-Бак) — село в Баткенском районе Баткенской области Кыргызстана. Входит в состав айылного аймака Самаркандек.

## География
Село расположено в центральной части области, к западу от реки Исфара, на расстоянии приблизительно 26 километров (по прямой) к западо-юго-западу от города Баткена, административного центра области и района. Абсолютная высота — 1163 метра над уровнем моря.

## Население
Согласно оценочным данным Национального статистического комитета Кыргызской Республики, численность населения села на начало 2023 года составляла 2751 человек.
| год     | 2009 | 2014 | 2015 | 2020 | 2021 | 2023 |
| ------- | ---- | ---- | ---- | ---- | ---- | ---- |
| человек | 1388 | 2116 | 2184 | 2386 | 2409 | 2751 |